# سر چارلز ادوارد یت
سرهنگ سر چارلز ادوارد یت، بارونت اول، دارای نشان‌های سنت مایکل و سنت جورج و ستارۀ هند(۲۸ اوت ۱۸۴۹م. – ۲۹ فوریه ۱۹۴۰م) سرباز و مدیر انگلیسی در هند بریتانیا و بعدها در بریتانیا یک سیاستمدار بود.

## اوایل زندگی
یت در روستای هلم-آن-اسپالدینگ-مور، یورکشایر، به دنیا آمد و پدرش نایب دهکده بود. او در مدرسۀ شروزبری و مدرسۀ راسل تحصیل کرد و در سال ۱۸۶۷م. یک صاحب رتبهٔ پرچمداری درچهل و نهمین هنگ پیاده (هرتفوردشایر)شد.

## مشاغل نظامی
در سال ۱۸۷۱م. به درجهٔ ستوان نائل شد و به سپاه ستاد ارتش هند و سپس به سرویس سیاسی هند منتقل شد و به عنوان دستیار ناظر سیاسی در راجپوتانا خدمت کرد.
در سال ۱۸۷۹م. به درجهٔ کاپیتان ارتقا یافت، همچنین در طول جنگ دوم افغانستان، بین سال‌های ۱۸۷۹–۱۸۸۰م. یک گروه از پیاده‌نظام ۲۹ بمبئی را فرماندهی کرد. سپس در ستاد ژنرال رابرتز و از اوت ۱۸۸۰م. تا مه ۱۸۸۱م. به عنوان افسر سیاسی مسئول قندهار خدمت کرد. از سال ۱۸۸۴ تا ۱۸۸۶م. در کمیسیون سرحد افغانستان مشغول به خدمت شد. سر چارلز ادوارد یت در مارس ۱۸۸۵م. ارشدترین افسر بریتانیایی شاهد حادثه پنجده بود که منجر به جنگ بین بریتانیا و روسیه شد، و در نتیجه در کانون بحرانی جهانی قرار گرفت. به دلیل همکاری با کمیسیون، در سال ۱۸۸۷م. به نشان ستاره هند (CSI) دست یافت و پس از به دست آوردن نشان سنت مایکل و سنت جورج (CMG) در سال ۱۸۸۸م. به درجهٔ سرگرد ارتقا یافت. بین این دو جایزه او همچنین نشان حرمت افغانستان را دریافت کرد.
در این زمان، یت از حامیان استعمار پشتون در شمال افغانستان بود و در سال ۱۸۹۳م. نوشت که «ازبک‌های میمنه، هزاره‌های هراتی و جمشیدی‌ها و غیره تنها قبایل غیر افغانی هستند که با ترکمن‌ها یا روس‌ها ارتباط دارند و وقتی توسط افغان‌ها محاصره شوند در امان هستند.»
در سال ۱۸۸۹م. به عنوان عامل سیاسی بریتانیا در مسقط، در سال ۱۸۹۰م. به عنوان کنسول بریتانیا در مسقط، و سپس مأمور سیاسی در بلوچستان، و در سال ۱۸۹۳م. به عنوان کارگزار استانداری کل خراسان و سیستان، مستقر در شهر مشهد، در ایران، منصوب شد. او در سال ۱۸۹۳م به درجهٔ سرهنگ دوم نائل شد، و در سال ۱۸۹۶م. سرکنسول بریتانیا در مشهد شد. در سال ۱۸۹۸م. به راجپوتانا بازگشت و در سال ۱۹۰۰م. به عنوان کمیسر ارشد بلوچستان منصوب شد. او در سال ۱۹۰۱م. به درجهٔ سرهنگ ارتقا یافت، و در سال ۱۹۰۴م. از خدمات سیاسی هند و در سال ۱۹۰۶م. از ارتش هند بازنشسته شد.

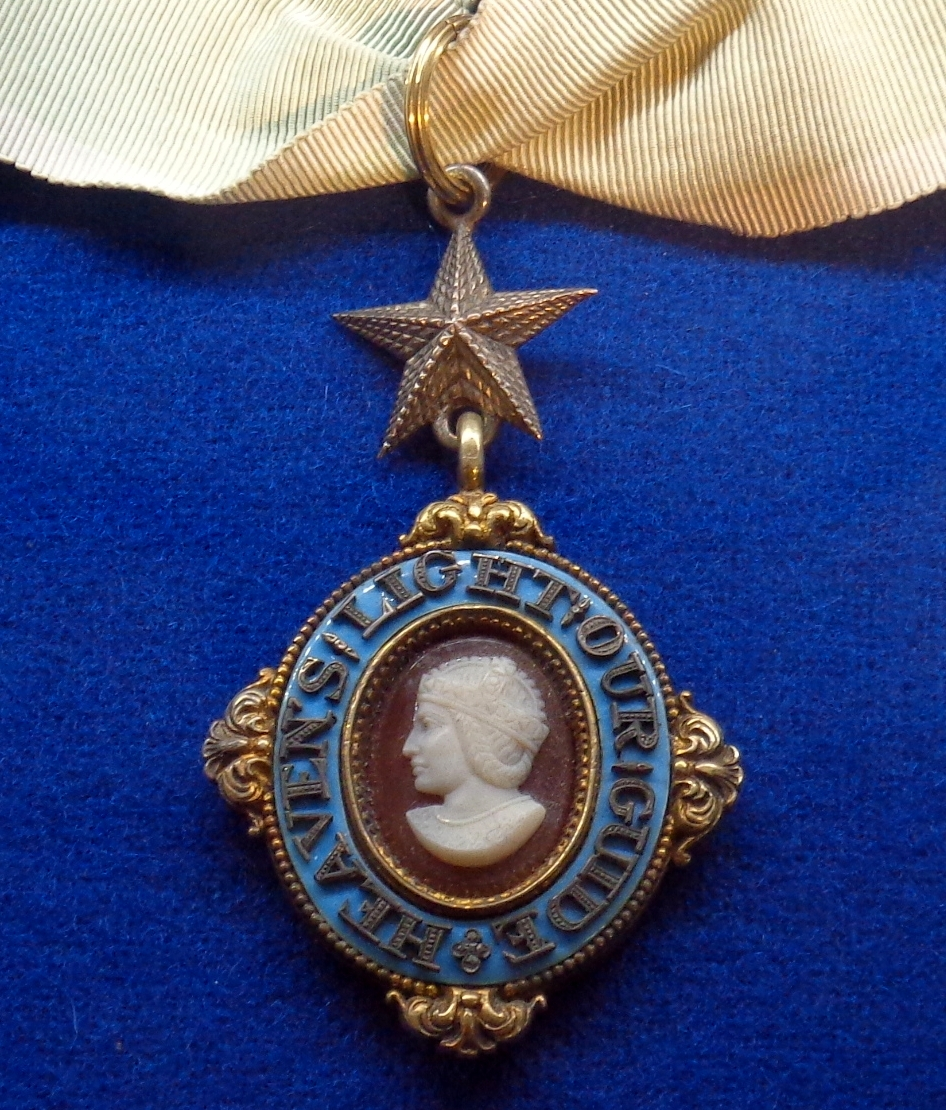
دریافت مدال همراهی ستاره هند ۱۸۸۷م.

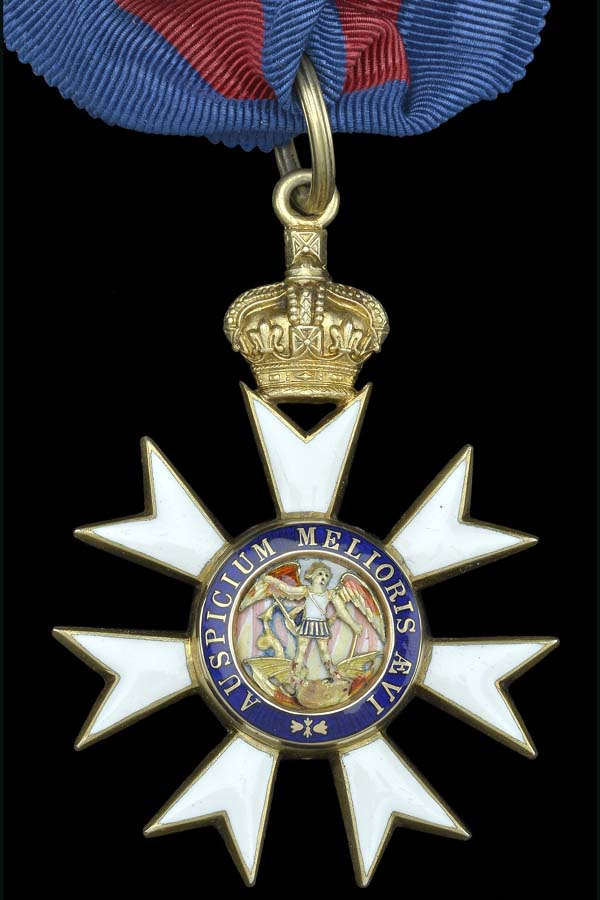
دریافت مدال سنت مایکل و سنت جرج ۱۸۸۸م.

او در طول جنگ جهانی اول، به خدمت ارتش بریتانیا بازگشت، و در ناوگان آمبولانس شماره ۱، که در سال ۱۹۱۵م. مصدومان را از جبهه غربی در رود سن منتقل می‌کرد، خدمت کرد.

## مشاغل سیاسی
او در سال ۱۹۰۴م. به انگلستان بازگشت. و در سال ۱۹۰۶م. به عنوان یک عضو حزب محافظه کار از منطقه پونتفرکت و در ژانویه ۱۹۱۰م. از ملتون، لسترشایر به عنوان نماینده مجلس انتخاب شد. و تا سال ۱۹۲۴م. در مجلس عوام خدمت کرد.
در سال ۱۹۲۱ به پاس خدمات سیاسی خود به عنوان بارونت مادلی، در شهرستان شروپشایر برگزیده شد.

## سال‌های آخر عمر
او پس از بازنشستگی از پارلمان به مادلی نقل مکان کرد، او پیش از این در آسفوردبی هاوس نزدیک ملتون زندگی می‌کرد. در سال ۱۹۲۷م قاضی صلح منطقه ماچ ونلاک شد.
تنها پسر او در سال ۱۹۱۰م. در کودکی درگذشت (اگرچه او دو دختر نیز داشت) اما با مرگ او در مادلی هال در سن نود سالگی مقام و منزلت بارونی او نسخ شد. او در سنین بالاتر تکلم خود را از دست داد، اما از نظر ذهنی هوشیار بود و همچنان به پیگیری اخبار هند علاقه‌مند بود. او در کلیسای سنت مایکل در مادلی به خاک سپرده شد.

## انتشارات
کتاب سفرنامه او تحت عنوان خراسان و سیستان در سال ۱۸۹۰ میلادی منتشر شد. او در این کتاب به شرح خاطرات سفر خود در مرز ایران و روسیه می‌پردازد، او مأموریت داشته مرزهای بین افغانستان و روسیه را تعیین نماید، به همین دلیل شناخت مرزهای ایران و آشنایی با آن مراکز برای دولت انگلیس امری حیاتی بوده‌است. او سپس از طریق خراسان به سیستان سفر می‌کند و مرز افغانستان با سیستان را مورد مطالعه قرار داده و تمام مسیری را که پیموده، توصیف می‌کند.
این کتاب در سال ۱۳۶۵ش. توسط مهرداد رهبری و قدرت‌الله روشنی زعفرانلو ترجمه شد و با عنوان «خراسان و سیستان، سفرنامه کلنل ییت به ایران و افغانستان» توسط انتشارات یزدان به فارسی منتشر شده‌است.